# Galium saipalense
Galium saipalense är en måreväxtart som beskrevs av Friedrich Ehrendorfer och Schönb.-tem.. Galium saipalense ingår i släktet måror, och familjen måreväxter.
Artens utbredningsområde är Nepal. Inga underarter finns listade i Catalogue of Life.